# Yuhi V av Rwanda
Yuhi V Musinga av Rwanda, född okänt år, död 1944, var kung av Rwanda mellan 1896 och 1931. Han samarbetade med den tyska kolonialregeringen för att stärka sitt eget inflytande, vilket också lyckades, men efter Tysklands nederlag i första världskriget förlorade Tyskland alla sina kolonier och Rwanda togs över av Belgien. Kungen kom på en gång att ha en dålig relation med den nya belgiska administrationen, bland annat för att han vägrade konvertera till katolicismen. Han abdikerade 1931 till förmån för sin äldste son Mutara som blev kung Mutara III. 